# Mirko Štefković
Mirko Štefković (Tavankut, Subotica, 24. rujna 1977.) prelat je Katoličke Crkve i biskup zrenjaninski.

## Životopis
Rođen je 24. rujna 1977. u Subotici od oca + Ivana i majke Dominike r. Ivanković. Brat mu je također pošao svećeničkim putem. Majka je radila kao sakristanka u katedrali. Kao dijete volio je ministrirati. Potom je u Subotici bio članom katedralnog zbora »Albe Vidaković«, a rado je odlazio i na omladinski vjeronauk. U rodnom Tavankutu pohađao osnovnu školu koju je završio u Žedniku. U subotičkoj biskupijskoj klasičnoj gimnaziji Paulinumu završio srednju školu kao vanjski učenik. Nakon toga odslužio je vojni rok u Nišu. Ondje je odlazio na nedjeljne mise i upoznao malu zajednicu punu života u kojoj se osjećao kao kod kuće, tamošnje časne sestre uvijek su ga čekale prostrtog stola. Uskoro je osjetio unutarnji poziv za svećenički put. Po završetku vojnog roka biskup ga je poslao u Rim na studij. Prvu je godinu u Rimu učio jezik i bolje se upoznavao s duhovnim životom bogoslova te življenjem u zajednici. Nakon te prve godine, u zavodu »Casa Balthasar«, slijedilo je takozvano apostolsko hodočašće, gdje je sa subratom svaki dan išao u sljedeće mjesto navještati Evanđelje. Te druge godine je na Papinskom sveučilištu Urbanian započeo studij filozofije, a nakon postignute diplome upisao je teologiju na rimskom Papinskom sveučilištu Gregoriani, na kojem je lipnja 2003. završio studij.  Bogoslova Štefkovića iz katedralne župe svete Terezije Avilske iz Subotice za đakona je zaredio subotički biskup mons. dr. Ivan Penzeš 3. svibnja 2003. u isusovačkoj crkvi Il Gesù u Rimu. Na Petrovo 2004. zaređen je za svećenika. Sljedeće je godine u pastoralu i većinom ju je proveo na župi u Horgošu gdje je učio mađarski. Istu je godinu dna predavao vjeronauk u Tehničkoj školi u Subotici. Te je 2004. pošao je na poslijediplomski studij svog matičnog sveučilišta Gregoriane. Na poslijediplomskom studiju već kao svećenik, godinu dana obnašao je službu prefekta u Papinskom zavodu Germanicum et Hungaricum, gdje je proboravio šest godina. Posljednje je dvije godine studija sam ispomagao na jednoj župi u Italiji. 20. lipnja 2006. godine stekao je akademski stupanj magisterija fundamentalne teologije. U magistarskom radu povezao je dvojicu teologa novijeg vremena, Hansa Ursa von Balthasara i P. Rousselota, po pitanju "čina vjere". Zanimalo ga je što se to u čovjeku mora dogoditi da bi mogao reći »vjerujem!« i stati iza onoga što je rekao, zatim pitanje kako se u čovjeku usklađuju razum i povjerenje Onomu što i tko ga nadilazi, pitanje kako se dakle usklađuju čimbenici ljudske slobode pristanka vjere i sigurnosti utemeljene na spoznaji. Poslije studija vratio se u Suboticu i od tad obnaša dužnost tajnika biskupije. Od svibnja 2007. novi je urednik časopisa Zvonika.
Za urednika ga je predložio preč. Mirko Anišić i uz potporu drugih svećenika. Dužnost je službeno primio 24. travnja u okviru Tribine grada Subotice, a službeno je urednik od 151. broja. Uređivao ga je do ožujka 2016., a naslijedio ga je vlč. Dragan Muharem. Biskupski je ceremonijar.
Član izbornog povjerenstva za dodjelu nagrade Tomo Vereš za trogodište 2010. – 2012. Član ocjenjivačkog suda na HosanaFestu. Piše za Subotičku Danicu.
2012. godine na XXVIII. plenarnom zasjedanju Međunarodne biskupske konferencije sv. Ćirila i Metoda, održane u privremenoj rezidenciji srijemskog biskupa mons. Đure Gašparovića u Petrovaradinu od 5. do 7. studenoga, obnašao je dužnost pomoćnika generalnog tajnika MBK. Tajnik MBK bio je zrenjaninski biskup mons. Ladislav Nemet.
2014. obnašao dužnost člana Odbora za komemoraciju nevinim žrtvama stradalim 1944. i 1945. na teritoriji Grada Subotice.
Papa Franjo ga je imenovao 18. ožujka 2024. biskupom zrenjaninskim.

## Citati
"Vjera mora imati svoju sigurnost utemeljenu na spoznaji, jer inače nije drugo doli površni osjećaj, ideologija ili praznovjerje, a s druge strane čovjek ne smije biti prinuđen u davanju svog pristanka vjere."

## Vanjske poveznice
- Hrvatska riječ  Arhivirana inačica izvorne stranice od 16. kolovoza 2016. (Wayback Machine) Sjednica svećenika Hrvata Subotičke Biskipije. Izabran novi glavni urednik katoličkog lista »Zvonik«, Hrvatska riječ, Subotica, 23. ožujka 2007. Broj: 213
- YouTube, Nikola Tumbas, Kanal sajta www.subotica.info  Mirko Štefković o večerašnjoj tribini , Datum objavljivanja: 8. ožujka 2013.
- Subotica.info  Arhivirana inačica izvorne stranice od 27. ožujka 2021. (Wayback Machine) Nikola Tumbas: Prva tribina ciklusa - Izazovi Milanskog edikta danas, 7. ožujka 2013.
- Facebook Župa sv. Roka Subotica

| Prethodnik Ladislav Német | Zrenjaninska biskupija | Nasljednik — |